# Lijst van voetbalinterlands Algerije - Libanon
Deze lijst van voetbalinterlands is een overzicht van alle officiële voetbalwedstrijden tussen de nationale teams van Algerije en Libanon.  De landen hebben tot op heden drie keer tegen elkaar gespeeld. De eerste ontmoeting, een vriendschappelijke wedstrijd, werd gespeeld in Damascus (Syrië) op 26 september 1974. Het laatste duel, een groepswedstrijd tijdens de FIFA Arab Cup 2021, vond plaats op 4 december 2021 in Al Wakrah (Qatar).

## Wedstrijden
| № | Plaats    | Datum             | Competitie         | Wedstrijd          | Uitslag |
| - | --------- | ----------------- | ------------------ | ------------------ | ------- |
| 1 | Damascus  | 26 september 1974 | Vriendschappelijk  | Libanon − Algerije | 1 − 4   |
| 2 | Beiroet   | 12 januari 1997   | Vriendschappelijk  | Libanon − Algerije | 2 − 2   |
| 3 | Al Wakrah | 4 december 2021   | FIFA Arab Cup 2021 | Libanon − Algerije | 0 − 2   |

## Samenvatting
| Competitie        | Totaal gespeeld | Winst Algerije | Gelijk | Winst Libanon | Doelsaldo Algerije – Libanon |
| ----------------- | --------------- | -------------- | ------ | ------------- | ---------------------------- |
| FIFA Arab Cup     | 1               | 1              | 0      | 0             | 2 − 0                        |
| Vriendschappelijk | 2               | 1              | 1      | 0             | 6 − 3                        |
| Totaal            | 3               | 2              | 1      | 0             | 8 − 3                        |

Wedstrijden bepaald door strafschoppen worden, in lijn met de FIFA, als een gelijkspel gerekend.